# Spis

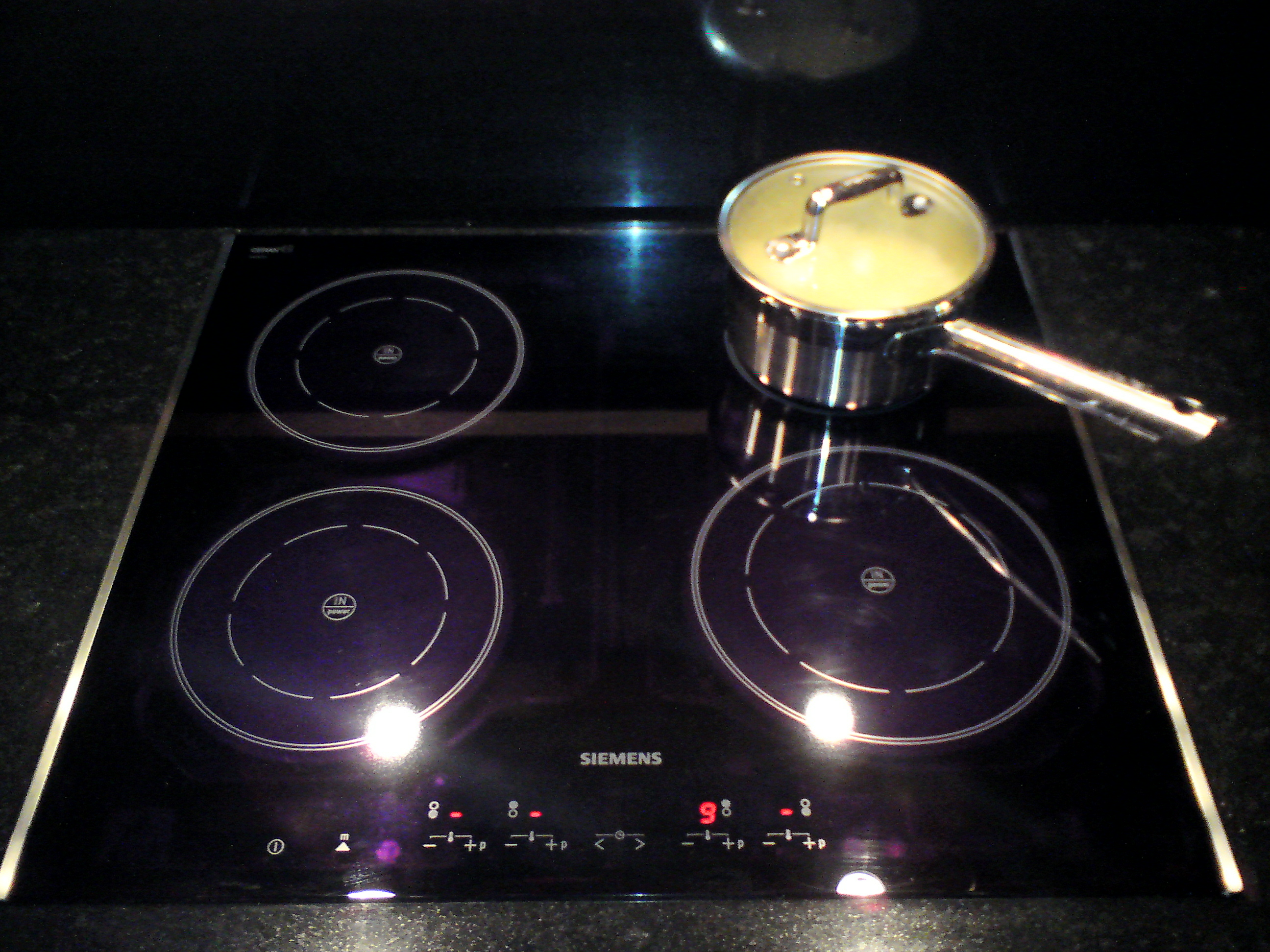
Induktionshäll

Spis (ursprungligen spisel) är en anordning för matlagning, bakning och liknande. De kan bland annat drivas med ved, koks (bland annat AGA-spisar), stadsgas och elektricitet.

## Öppen spis
En öppen spis är en murad eldstad med rökfång. 

## Vedspis

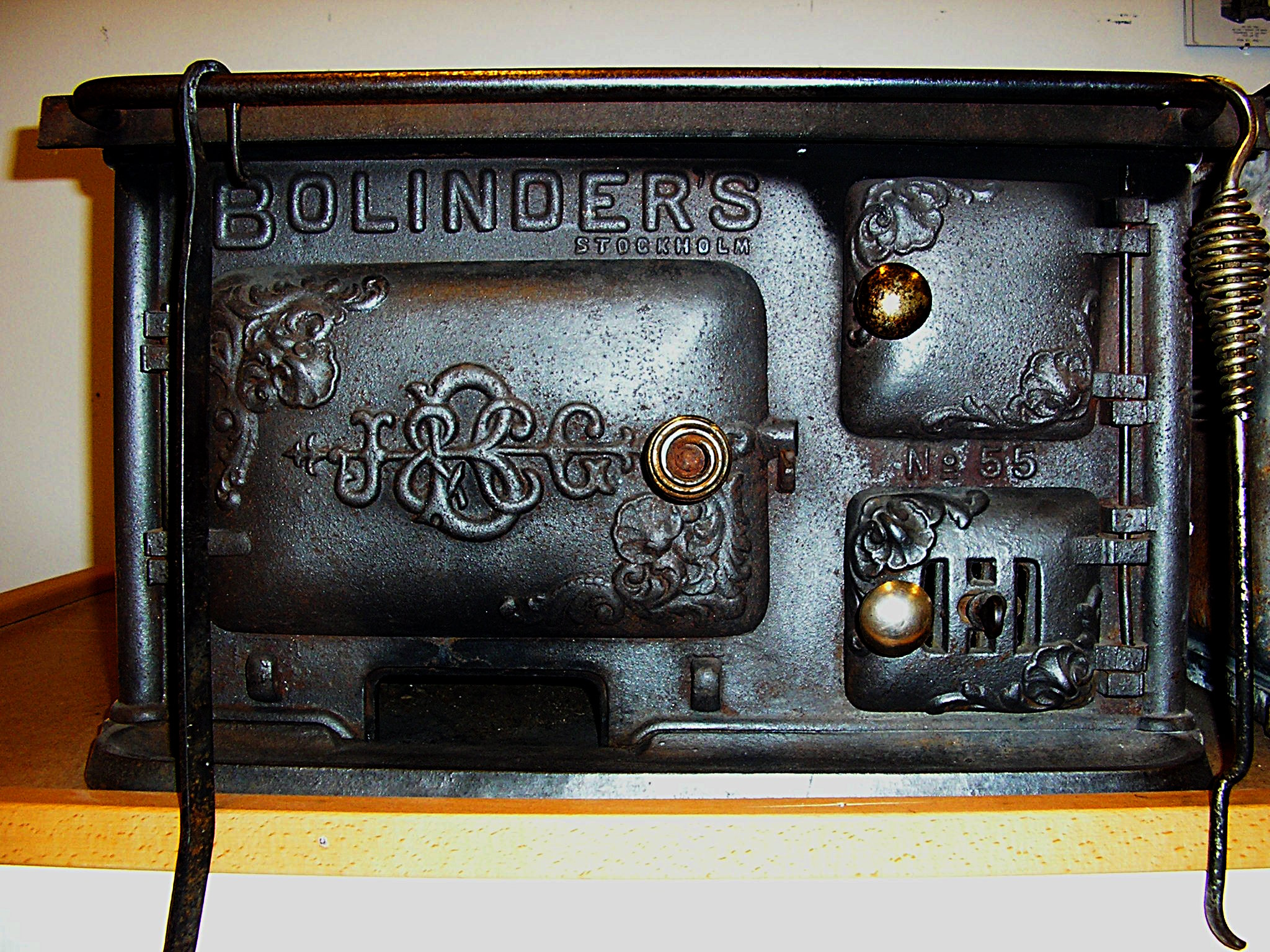
Vedspis från Bolinders.

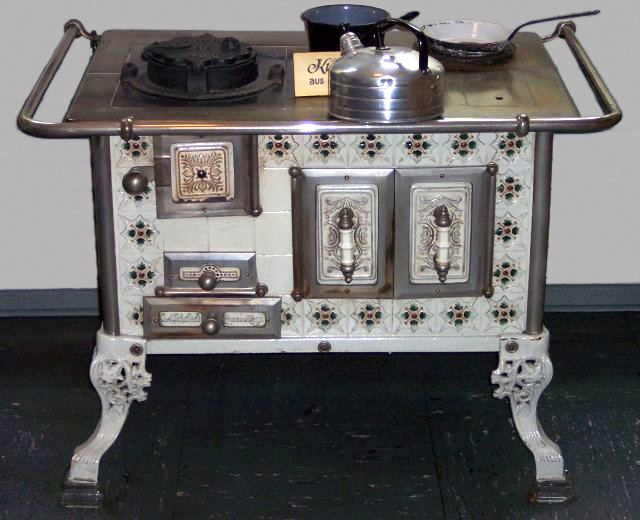
Vedspis

Vedspisen eldas med ved. Den introducerades vid 1800-talets mitt och revolutionerade matlagningen i hemmen. Den värmde bättre och använde betydligt mindre mängd ved än de öppna eldstäderna, dessutom samlades röken bättre i skorstenarna. En nackdel var att den öppna eldstadens ljus försvann, därför följde snart också lampor i vedspisens spår, som fotogenlampan. I Sverige tillverkades vedspisar vid flera järnbruk. En vedspis var vanligen gjord i gjutjärn och kallas därför också gjutjärnsspis. Den ger förutom värme för matlagning och bak även värme för uppvärmning.
Vanligen är vedspisar tillverkade för maximalt omkring 0,3 meter lång ved. De har oftast bakugn. Tidigare var det vanligt att vedspisar hade tillbehöret varmvattenberedare; se även kamin. 
En luffarspis är en eldstad tillverkad av ett oljefat, eller (särskilt förr) av en stubbe eller kubbe. Luffarspisar är användbara för att laga mat på.

### Tillstånd vid installation
EU inför gränsvärden på utsläpp och verkningsgrad på nyinstallerade rumsvärmare (vedspisar för kök, braskaminer, kökspannor) från 2020. I Sverige införs de skärpta reglerna redan 1 juli 2018 av Boverket. Typgodkända nya spisar kan installeras utan särskilt test. Icke typgodkända spisar, exempelvis gamla renoverade spisar, som nyinstalleras i kök måste testas av sotare eller annan sakkunnig efter installation. De kan behöva kompletteras med en rökvändare för att klara gränsvärdena, om det alls är möjligt att uppfylla kraven. Öppna spisar och kakelugnar är även i fortsättningen undantagna från gränsvärdena för utsläpp och verkningsgrad.

## Gasspis

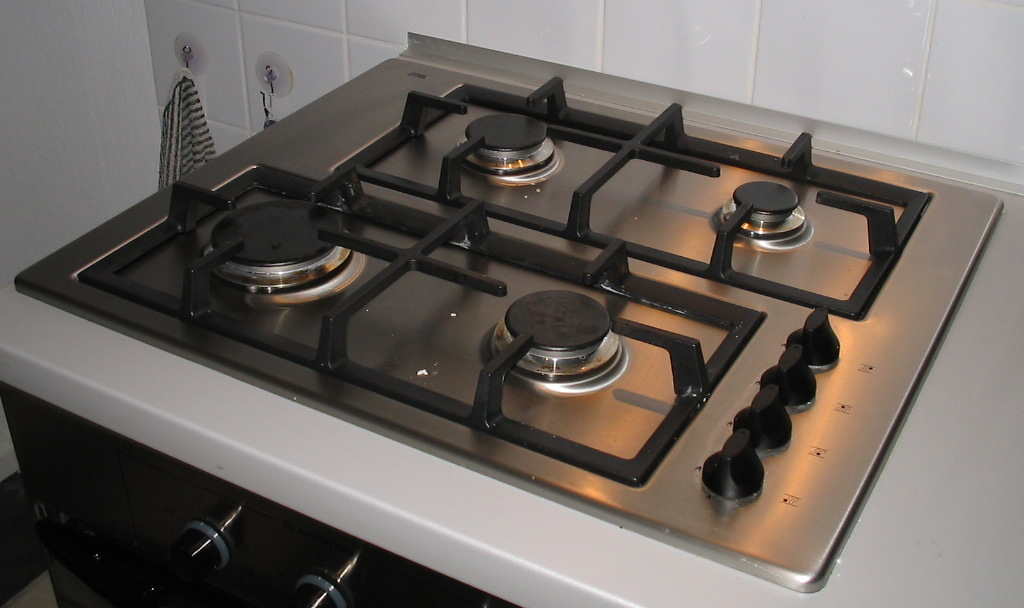
Gashäll

En gasspis är en sorts spis där stadsgas eller annan gas används som bränsle. Den har fördelen gentemot en elspis att en ändring av gasreglaget ger omedelbar effekt på värmetillförseln, vilket minskar risken för att maten bränns.
Gasspisen används till matlagning i många länder. I Sverige har stadsgasnät i huvudsak avvecklats, men förekommer i enstaka stadsdelar.
Vid alla gasspisar använder man bunsenprincipen, det vill säga gasen blandas med luft, innan den antänds, så att den brinner med en blå, ej sotande, låga. Den vanligast förekommande typen är ett genombrutet gjutjärnsplan på låga fötter, försett med en eller flera, oftast två, brännare, mestadels löst uppställd och förenad med gasledningen genom slang. Det förekommer även med ugn försedda gasspisar för kokning, stekning och gräddning.

## Elspis
De första elspisarna utvecklades under sent 1800-tal i Nordamerika. År 1920 tillverkade Elektriska Aktiebolaget Helios ( EAH ) den första svenska elektriska spisen. De hör till de hushållsmaskiner som har högst effekt. Det finns modeller både för trefas och enfasström.

## Solspis
Solspisar använder solljus som energikälla. De vanligast förekommande typerna är paraboliska solspisar och lådspisar. Den paraboliska solspisen består av en parabolisk reflektor som koncentrerar solljuset på kokkärlet, som är placerat på ett stativ i reflektorns fokus. Lådspisen består av en låda täckt av ett genomskinligt lock, omgivet av en eller flera uppfällbara reflektorer som riktar solljuset in i lådan där kokkärlet placeras. Paraboliska solspisar ger högre temperatur och snabbare tillagning än lådspisar, men är svårare och dyrare att tillverka. Användningen av solspisar främjas av hjälporganisationer.